# محمود همشری
محمود همشری، از نیروهای فعال الفتحتوسط نیروهای صهیونیستی  ترور شد.
وی به سال ۱۹۳۹ در روستایی در نزدیک حیفا متولد شد. پس از اتمام تحصیلات متوسطه به کویت رفت و به شغل حسابداری مشغول شد. در اثر هجوم نیروهای اسرائیلی خانواده وی به غرب اردن پناهنده شدند. در سال ۱۹۶۴ در اسکندریه مصر به سازمان الفتح پیوست. مدتی نماینده سازمان در فرانسه بود. وظیفه شغلی وی در اروپا بیشتر در حوزه تبلیغات و روابط عمومی بود.
در ۷ دسامبر ۱۹۷۲، در اثر انفجار بمبی که توسط یک صهیونیست با پوشش خبرنگار ایتالیایی در دفتر کارش در پاریس کار گذاشته شده بود به شدت زخمی شده و پس از یک ماه درگذشت.